# Acid Reign
Acid Reign war eine britische Thrash-Metal-Band aus Harrogate, die im Jahre 1985 gegründet wurde und sich 1991 wieder trennte.

## Geschichte

### Entstehungsphase (1985–1987)
Acid Reign wurde von Mark Ramsey Wharton (Schlagzeug, Keyboard), Ian Gangwer (E-Bass), Howard „H“ Smith (Gesang), und Gary „Gaz“ Jennings (E-Gitarre, wurde später Mitglied bei Cathedral) gegründet. Kevin Papworth stieß 1987 als zweiter Gitarrist zur Band.

### Aufstieg und Trennung (1987–1991)
Im Jahre 1987 veröffentlichte die Band ihr erstes Demo namens Moshkinstein. Durch dieses Demotape beeindruckt, nahm das britische Thrash-Metal-Label Under One Flag (Sub-Label von Music for Nations) die Band unter Vertrag. Im Jahre 1988 veröffentlichte sie die EP Moshkinstein. Nach dieser Veröffentlichung verließ Gitarrist Jennings die Band und wurde durch  Adam Lehan (vorher bei Lord Crucifier, später auch bei Cathedral) ersetzt. Im Anschluss daran spielte sie als Vorband für Bands wie Flotsam and Jetsam und Death Angel. Acid Reign entwickelte zudem Freundschaften mit anderen Bands des Labels wie Nuclear Assault und Exodus und ging mit ihnen durch Europa auf Tour.
Die Band veröffentlichte ihr Debütalbum The Fear im Jahre 1989. Um das neue Album zu bewerben, ging die Band mit Nuclear Assault wieder auf Tour durch Europa, zusammen mit den Bands Dark Angel und Candlemass. Währenddessen ersetzte Bassist Ian „Mac“ MacDonald  den vorherigen Bassisten Gangwer. Das zweite Album Obnoxious wurde 1990 veröffentlicht.
Die Band löste sich 1991 wieder auf, nachdem sie sich von Music for Nations getrennt hatte.  Sie spielte ihr letztes Konzert im Londoner Marquee Club.

### Nach der Trennung (1991–heute)
Nachdem sich die Band getrennt hatte, trat Papworth der Band  Lawnmower Deth bei. Wharton spielte bei Cathedral und schloss sich der Band Cronos an. Smith spielte in dem Comedy-Programm „Keith Platt – Professional Yorkshireman“ mit.
Acid Reign veröffentlichte neu gemasterte Neuauflagen ihrer Alben und EPs am 17. Januar 2011 bei Lost & Found Records. Gemastert wurde es von Produzent Bill Metoyer (Slayer, D.R.I., Flotsam and Jetsam) in den Skull Seven Studios.
Im September/Oktober 2010 arbeitete Smith zusammen mit der italienischen Thrash-Metal-Band Satanika. Smith übernahm dabei den Gesang bei einem ihrer Songs.

### Wiedervereinigung (ab 2015)
Im Mai 2015 verkündete Howard „H“ Smith, die Band wieder aufleben zu lassen. Die Besetzung ist dabei völlig neu gewählt, es ist kein Musiker aus der Zeit vor der Auflösung dabei.

## Stil
In ihren Texten verarbeiteten die Musiker verschiedene Themen wie die Zensur (z. B. in dem Lied „Creative Restraint“) oder die Ablehnung von Nukleartests („Joke Chain“). Auch wurden Themen aus Science-Fiction („Phantasm“) verwendet. Des Weiteren sind die Lieder von einer gewissen Art von Humor geprägt, Beispiel hierfür ist This Is Serious, der Bonustrack des Albums Obnoxious. Sie spielten eine technisch anspruchsvolle Form von Thrash-Metal. Charakteristisch für die Band ist zudem die hohe Geschwindigkeit der Stücke. Mark Day verglich die Band mit D.R.I. und Gang Green.
In den größten deutschen Metal-Magazinen wurde Acid Reigns Daseinsberechtigung (anfangs) angezweifelt. Im Rock Hard sprach zunächst Götz Kühnemund der Band einen besonderen Stellenwert in der Thrash-Szene ab. Dann bedachte sie Frank Albrecht sogar mit der Abqualifizierung „mehr als überflüssig“. Dazwischen rang sich Frank Trojan immerhin das Attribut „entwicklungsfähig“ ab. Jedoch folgte darauf der Vorwurf „kaum eigene Ideen, mittelmäßiges Songwriting und […] damit konform gehende[n] mangelnde[n] Spielwitz“ zu haben durch Wolfgang Schäfer. Im Metal Hammer erfuhr die Band durch Uwe „Buffo“ Schnädelbach eine Abwertung: Die Substanz ihrer Kompositionen sei annehmbar, aber die Musiker seien bloße Epigonen mit einem „völlig mißratenen Drumsound“ und einem unfähigen Sänger. Später schrieb Oliver Klemm, dass zwar die Plattenveröffentlichungen schwach seien, die mittelmäßigen Lieder live aber zündeten und die Redaktion wohl vorschnell über die Güte von Acid Reign geurteilt habe.

## Diskografie

### Alben
- 1989: The Fear (Under One Flag) (UK-Indie-Charts #10)[13]
- 1990: Obnoxious (Under One Flag)

### Kompilationen
- 1991: The Worst of Acid Reign (Under One Flag)

### Demos, Singles und EPs
- 1987: Moshkinstein (Demo, Eigenveröffentlichung)
- 1988: Moshkinstein (EP, Under One Flag)
- 1989: Humanoia (EP, Under One Flag)
- 1989: Hanging on the Telephone (Single, Under One Flag)

### Split-Veröffentlichungen
- 1990: Kerrang! Plastic Explosive  (zusammen mit Testament)